# Luis José Prieto Nouel
Luis José Américo Prieto Nouel (Santo Domingo, República Dominicana, 20 de marzo de 1949 - 21 de junio de 2024) fue un escritor, genealogista y académico dominicano, conocido por su contribución al desarrollo de los estudios genealógicos en la República Dominicana. Fundó y presidió la Academia Dominicana de Genealogía, institución desde la cual impulsó el estudio organizado de las familias dominicanas, sus orígenes y vínculos históricos.
Su trabajo abarcó la documentación de árboles genealógicos, la organización de archivos familiares y la recopilación de documentos históricos relevantes. Su enfoque metodológico y su producción intelectual han sido valorados en el ámbito académico por su aporte al fortalecimiento de la genealogía como disciplina auxiliar de la historia en el país.

## Biografía
Luis José Américo Prieto Nouel nació el 20 de marzo de 1949 en Santo Domingo, República Dominicana. Fue hijo de Luis Guillermo Prieto Peña y Aida Lucía del Socorro Nouel Romero. Cursó sus estudios primarios en el Colegio Santa Teresita y el Colegio De La Salle, donde completó el bachillerato, época que coincidió con la Guerra de Abril de 1965. En 1966 comenzó Ingeniería Naval en Argentina, y regresó en 1967 para estudiar Ingeniería Electromecánica, carrera que terminó en 1980. Posteriormente, en 2003 obtuvo el título de Licenciado en Derecho por la Universidad del Caribe.
Contrajo matrimonio con Gloria Amada Villegas García y tuvieron tres hijos: Luis José, Carmen Aida del Niño Jesús  y Víctor Manuel. Su familia se ha destacado tanto en ámbitos profesionales como académicos, y cuenta también con nietos que continúan su legado genealogista.
Prieto Nouel combinó su formación como ingeniero y abogado con una profunda dedicación a la genealogía desde 1983, año en que inició el estudio de su propia familia, profundizando durante una década en la rama Noue. Fue presidente del Instituto Dominicano de Genealogía (2001–2004) y, en 2004, fundó la Academia Dominicana de Genealogía y Heráldica, de la que fue presidente ad vitam y miembro emérito desde el 4 de febrero de 2004. En este rol, impulsó la sistematización del estudio genealógico en el país y promovió convenios académicos, como el suscrito con la Universidad Nacional Pedro Henríquez Ureña.

## Premios y reconocimientos
Luis José Prieto Nouel fue objeto de varias distinciones por su trayectoria en el ámbito genealógico, académico y cívico. En reconocimiento a su aporte al estudio de los linajes dominicanos, fue investido como Caballero de la Imperial Orden Hispánica de Carlos V, una distinción otorgada por su labor en la difusión de la heráldica y la genealogía en el ámbito hispano.
Asimismo, fue nombrado Canciller de la Casa Troncal de Los Doce Linajes de Soria en la República Dominicana, por su compromiso con la preservación y divulgación de las tradiciones nobiliarias y los estudios históricos vinculados a la península ibérica.
A nivel nacional, fue reconocido por diversas instituciones culturales y académicas, incluyendo la Academia Dominicana de la Historia y universidades dominicanas con las que colaboró en investigaciones, publicaciones y conferencias. En el año 2004 fue designado Miembro Emérito de la Academia Dominicana de Genealogía, entidad que él mismo contribuyó a fundar y fortalecer, y que lo considera una figura esencial en la institucionalización del estudio genealógico en el país.

## Libros
Prieto Nouel fue autor de varias obras especializadas en genealogía dominicana. Entre sus publicaciones más destacadas figuran:
- Arzobispo Adolfo Alejandro Nouel y Bobadilla y su familia - un estudio genealógico sobre el político y eclesiástico dominicano. Esta obra forma parte de la serie Investigación Genealógica del Instituto Dominicano de Genealogía.[18]
- Faustino de Soto y su familia - otro análisis de una rama familiar dominicana.[19][20]
- Historia de la familia Victoria - contada por sus descendientes, que documenta el linaje de la familia Victoria.[21]
- Familia Demallistre - volumen II de la serie Familias Dominicanas editada por el Instituto Dominicano de Genealogía.[22]
- Genealogía : Instituto Dominicano de Genealogía Inc. (2002) - publicado por Editora Corripio (ISBN 978-99934-55-11-0), una obra general sobre la institución genealógica dominicana.[23][24]